# Muskarinski antagonist
Muskarinski antagonisti ali antagonisti muskarinskih receptorjev so učinkovine, ki zavirajo delovanje acetilholina preko muskarinskih receptorjev. Najpomembnejše učinkovine iz te skupine so atropin, hioscin, ipratropium in pirenzepin.

## Učinki
Vsi muskarinski antagonisti povzročajo podobne periferne učinke; določena selektivnost, ki jo določene učinkovine izkazujejo na primer na prebavila in srce, pa so izraz heterogenosti muskarinskih receptorjev. Glavni učinki so:
- zaviranje sekrecije
- tahikardija
- zoženje zenice in paraliza akomodacije očesa
- relaksacija gladkega mišičja (v črevesju, sapnici, žolčevodu, sečniku)
- zaviranje izločanja želodčne kisline (zlasti pirenzepin)
- učinki na osrednje živčevje (zaviralni učinek pri hioscinu, vzburjevalni učinek pri atropinu), vključno z antiemetičnim in antiparkinsoničnim delovanjem